# 蘭多爾鎮區 (密蘇里州開普吉拉多縣)
蘭多爾鎮區（英語：Randol Township）是位於美國密蘇里州開普吉拉多縣的一個行政鎮區。

## 地方資料
蘭多爾鎮區的面積為173.31平方千米，當中陸地面積為169.11平方千米，而水域面積為4.20平方千米。根據2020年美國人口普查的數據，當地共有人口5265人，而人口密度為每平方千米30.38人。